# 巴西吻沙丁魚
巴西吻沙丁魚（学名：Rhinosardinia bahiensis）為輻鰭魚綱鲱形目鲱科的其中一種，分布於南美洲奧里諾科河下游及亞馬遜河流域，體長可達8公分，棲息在淡水溪流，以浮游生物為食，成群活動，可做為食用魚。
其种加词bahiensis，意为巴西“巴伊亚州（Bahia）的”。